# Wet ’n Wild
Wet ’n Wild ist ein US-amerikanisches Unternehmen, das mehrere Wasserparks in den USA und Brasilien betreibt. Wet ’n Wild wurde 1977 von dem Gründer von SeaWorld, George Millay, in Orlando, Florida, gegründet.

## Parks
Es gibt zurzeit Wet-’n-Wild-Parks in
- Greensboro, North Carolina
- São Paulo (Brasilien)
- Cancún (Mexiko)

Weitere Parks wurden inzwischen verkauft oder geschlossen:
- Orlando, Florida – betrieben von Universal Parks & Resorts wurde am 31. Dezember 2016 geschlossen und durch den Volcano Bay Waterpark ersetzt, welches 2017 eröffnet wurde.
- Garland, Texas – wurde 1993 geschlossen
- Arlington, Texas – wurde an Six Flags verkauft
- Las Vegas, Nevada – wurde im September 2004 geschlossen
- Salvador da Bahia und Rio de Janeiro, Brasilien – wurden geschlossen

### Wet ’n Wild Orlando
Der Wasserpark in Orlando wurde 1977 von George Millay gegründet. Es ist einer der wenigen Wasserparks in den Vereinigten Staaten, der das ganze Jahr geöffnet ist. Am 1. Oktober 1998 wurde der Park an die Universal Parks & Resorts verkauft. Am 11. Mai 2004 wurde Universals Mutterkonzern Vivendi von General Electric übernommen und damit nun Teil der NBC-Universal-Gruppe. Am 17. Juni 2015 wurde die Schließung des Wasserparks angekündigt und am 31. Dezember 2016, nach 39 Jahren, offiziell geschlossen. Die Universal Studios Florida eröffneten am 25. Mai 2017 einen neuen Wasserparks namens Universal's Volcano Bay, welcher als indirekter Ersatz für die bisherige Wet'n Wild Orlando-Zielgruppe gilt. Auf dem ehemaligen Areal des abgerissenen Wasserparks und dessen Parkplatz wurde ein Hotel gebaut.

#### Attraktionen
- Brain Wash
- Der Stuka
- The Storm
- Mach 5
- The Bomb Bay
- Wake Zone
- Disco H20
- The Surge
- Bubba Tub
- The Black Hole
- The Flyer
- Blast
- Lazy River
- Wave Pool
- Bubble Up
- Kid’s Park

### Wet ’n Wild Emerald Pointe

#### Attraktionen
- Dragon’s Den
- Tropical Drop
- The Edge
- Double Barrel Blast
- Shipwreck Cove
- Lazee River
- Leisure Lagoon
- Raging Rapids
- Runaway Raft Ride
- Bonzai Pipeline
- Splash Island
- Happy Harbour
- The Blue Streak, The SideWinder and The 360°
- The Cyclone Zone
- Daredevil Drop
- Thunder Bay
- Twin Twisters
- White Water Run
- Skycoaster